# Біла Річка (Кабардино-Балкарія)
Біла Річка (рос. Белая Речка) — село, підпорядковане місту Нальчик Кабардино-Балкарії Російської Федерації.
Орган місцевого самоврядування — міський округ Нальчик. Населення становить 3430 осіб.

## Населення
| 1979 | 1989  | 2002  | 2010  |
| ---- | ----- | ----- | ----- |
| 2920 | ↗3021 | ↗3324 | ↗3430 |